# Nguyễn Đức Cảnh
Nguyễn Đức Cảnh (2 tháng 2 năm 1908 – 31 tháng 7 năm 1932) là một nhà hoạt động cách mạng Việt Nam. Ông là Bí thư đầu tiên của Thành ủy Hải Phòng và là Tổng biên tập đầu tiên của báo Lao động.

## Thân thế
Nguyễn Đức Cảnh là người gốc làng Diêm Điền, tổng Hổ Đội, huyện Thụy Anh (nay thuộc thị trấn Diêm Điền, huyện Thái Thụy), tỉnh Thái Bình.
Cha ông là cụ Nguyễn Đức Tiết, từng tham gia cuộc khởi nghĩa chống Pháp do Đề đốc Tạ Hiện lãnh đạo. Năm 1888, cụ đỗ cử nhân khoa Mậu Tý, nhưng không ra làm quan mà ở nhà dạy học. Thân mẫu là cụ bà Trần Thị Thùy, người xóm 2 làng Cổ Am, huyện Vĩnh Bảo, Hải Dương (nay thuộc Hải Phòng). Ông bà có còn có 3 người con là Nguyễn Đức Phúc, Nguyễn Thị Lộc và Nguyễn Thị Thừa.
Từ nhỏ, ông được thừa hưởng sự giáo dục Nho học của bố mẹ. Tuy nhiên, sau khi cha ông qua đời vào năm 1915, ông được Nguyễn Đạo Quán và Trần Mỹ (họ Trần Cổ Am), bạn học của cha, là tri phủ, nhận làm con nuôi và cho đi học trường Hương học. Sau khi học xong bậc tiểu học, năm 1923, ông được cho đi học tiếp ở Trường Thành Chung Nam Định (nay là trường THPT Chuyên Lê Hồng Phong- Nam Định). Tại đây, ông kết thân với một số bạn bè trẻ tuổi, trong đó có Đặng Xuân Khu, Đặng Xuân Thiều, Nguyễn Danh Đới, Nguyễn Văn Năng.

## Bắt đầu hoạt động cách mạng
Chịu ảnh hưởng tư tưởng chống Pháp từ cha, trong thời gian học tại Nam Định, ông cùng nhiều bạn học tham gia các phong trào đòi thả Phan Bội Châu năm (1925), để tang Phan Chu Trinh năm (1926) và vì thế bị đuổi học.
Ông rời Nam Định lên Hà Nội tìm việc làm để tự nuôi sống. Ban đầu, ông làm thư ký cho hiệu ảnh Hưng Ký, rồi làm giáo viên Trường tư Công Ích tại phố Bạch Mai. Do thường xuyên truyền bá tư tưởng yêu nước trong giờ dạy cho học sinh nên Hiệu trưởng nhà trường rất lo sợ, đã yêu cầu ông chỉ được dạy đúng nội dung sách giáo khoa do Nhà nước bảo hộ quy định. Ông bèn thôi việc, vào làm thợ sắp chữ ở nhà in Mạc Đình Tư.
Cuối năm 1926, ông đã có những tiếp xúc đầu tiên với những hạt nhân của Nam Đồng Thư xã, và dần chịu ảnh hưởng chính trị của tổ chức này, dẫn đến việc ông tham gia vào một tổ chức chính trị mà về sau được biết đến với tên gọi là Việt Nam Quốc dân Đảng.
Mùa thu năm 1927, ông và Lý Hồng Nhật được tổ chức cử sang Quảng Châu (Trung Quốc) để tìm hiểu về Việt Nam Thanh niên Cách mạng Đồng chí hội. Tại đây, ông đã dự thính một lớp huấn luyện chính trị do Tổng bộ Việt Nam Thanh niên cách mạng đồng chí hội mở. Điều này đã có ảnh hưởng sâu sắc dẫn đến việc ông và người bạn Lý Hồng Nhật gia nhập Việt Nam Thanh niên Cách mạng Đồng chí hội.

## Trở thành người Cộng sản
Sau khóa huấn luyện tại Quảng Châu, ông về nước. Tháng 2 năm 1928, ông được phân công làm Ủy viên Kỳ bộ Thanh niên Bắc Kỳ, phụ trách khu Duyên hải và trực tiếp làm Bí thư Tỉnh bộ Hải Phòng. Tháng 9 năm 1928, thực hiện chủ trương "Vô sản hóa" của Tổng bộ Thanh niên, ông xin vào làm thợ tại xưởng Caron, và trở thành một trong lãnh đạo công nhân trong các đợt đấu tranh với giới chủ. Cuối năm 1928, ông viết tập tài liệu 16 trang với tiêu đề "Tổ chức công hội" nhằm truyền bá Chủ nghĩa Marx-Lenin, tổ chức bí mật in ấn lưu hành trong công nhân.
Đầu năm 1929, xu hướng Cộng sản hóa bắt đầu phát triển mạnh mẽ trong nội bộ Việt Nam Thanh niên cách mạng đồng chí hội. Tháng 3 năm 1929, 7 đoàn viên trong Kỳ bộ Thanh niên Cách mạng Đồng chí Hội Bắc Kỳ gồm:
- Ngô Gia Tự
- Nguyễn Đức Cảnh
- Trịnh Đình Cửu
- Trần Văn Cung
- Đỗ Ngọc Du
- Dương Hạc Đính
- Nguyễn Tuân (Kim Tôn)

đã nhóm họp tại nhà 5D Hàm Long, Hà Nội, quyết định thành lập chi bộ cộng sản và bầu Trần Văn Cung (bí danh Quốc Anh) làm bí thư. Nguyễn Phong Sắc mặc dù vắng mặt do bận công tác đột xuất nhưng vẫn được công nhận là thành viên chính thức. Đây là chi bộ cộng sản đầu tiên ở Việt Nam. Chi bộ này chủ trương tiến tới thành lập đảng cộng sản. Trên cơ sở đó, chi bộ tích cực chuẩn bị để đi đến thành lập một đảng cộng sản thay thế cho Việt nam Thanh niên Cách mạng Đồng chí Hội.
Tuy nhiên, tại đại hội lần thứ nhất của Việt Nam Thanh niên Cách mạng Đồng chí hội vào đầu tháng 5 năm 1929 đã xảy ra sự bất đồng giữa các đoàn đại biểu xung quanh việc xúc tiến thành lập đảng cộng sản. Đoàn đại biểu Bắc kỳ (gồm Trần Văn Cung, Ngô Gia Tự và Nguyễn Tuân) rút khỏi đại hội về nước.
Ngày 17 tháng 6 năm 1929 tại số nhà 312 Khâm Thiên, Hà Nội, đại biểu các tổ chức cơ sở cộng sản ở miền bắc họp đại hội quyết định thành lập Đông Dương Cộng sản Đảng, thông qua tuyên ngôn, điều lệ của đảng, quyết định xuất bản báo Búa Liềm, cử ra ban chấp hành trung ương lâm thời của đảng gồm: Trịnh Đình Cửu, Nguyễn Đức Cảnh, Ngô Gia Tự, Trần Văn Cung, Nguyễn Phong Sắc, Trần Tư Chính, Nguyễn Tuân (Kim Tôn). Tổ chức này phát triển ở Bắc kỳ và cử người vào Trung kỳ, Nam kỳ vận động thành lập đảng trong toàn thể Việt Nam.

## Lãnh tụ công đoàn
Ngày 28 tháng 7 năm 1929, thực hiện Nghị quyết của Ban Chấp hành Trung ương lâm thời về công tác công vận, ông triệu tập Đại hội đại biểu công nhân các tỉnh Bắc kỳ tại 15 Hàng Nón (Hà Nội), thành lập Tổng Công hội đỏ Bắc kỳ. Ông được cử làm Hội trưởng lâm thời, phụ trách tờ báo Lao động và tạp chí Công hội đỏ.
Ngày 14 tháng 8 năm 1929, với sự giúp đỡ của một cơ sở Đông Dương Cộng sản Đảng, một tờ báo in bằng bản đất sét, trên giấy Đáp Cầu một mặt ráp một mặt nhẵn, khổ 22x30cm, ông lấy tên là báo Lao động đã ra đời trong căn phòng nhỏ 10m2 ở ngõ Thông Phong, phố Hàng Bột (Hà Nội). Nhân sự tờ báo ban đầu do ông làm Tổng biên tập, với 2 nhà báo là Trần Hồng Vận (Trần Học Hải) và một nữ đảng viên tên là Thu Vân.
Tháng 12 năm 1929, ông triệu tập Hội nghị Tổng Công hội đỏ Bắc kỳ, quyết định thống nhất các Tổng Công hội địa phương lên Xứ và bầu Ban trị sự chính thức. Tại Hội nghị này, ông đã đề cử ông Trần Văn Lan, công nhân nhà máy sợi Nam Định, làm Hội trưởng.
Tháng 8 năm 1929, Đảng bộ Đông Dương Cộng sản đảng Hải Phòng thành lập. Ban Chấp hành Đảng bộ lâm thời gồm 3 người là Nguyễn Đức Cảnh (Bí thư), Hoàng Văn Đoài và Nguyễn Hữu Căn (Ủy viên).
Đầu tháng 1 năm 1930, ông và Trịnh Đình Cửu được cử làm đại diện của Đông Dương Cộng sản đảng sang Cửu Long (Trung Quốc) để dự Hội nghị hợp nhất ba tổ chức cộng sản thành lập Đảng Cộng sản Việt Nam, dưới sự chủ trì của Nguyễn Ái Quốc. Sau khi về nước, các ông đã triệu tập Hội nghị tại số nhà 42 Hàng Thiếc (Hà Nội) bàn triển khai Nghị quyết Hội nghị Cửu Long và Chỉ thị của lãnh tụ Nguyễn Ái Quốc, đồng thời cử ra Ban Chấp hành lâm thời. Ông tuy được giới thiệu vào Trung ương nhưng đã đề cử ông Trần Văn Lan thay thế.
Tháng 5 năm 1930, ông được Trung ương cử làm Bí thư Xứ ủy Bắc kỳ. Đến cuối tháng 10 năm 1930, ông được Trung ương cử vào tham gia Xứ ủy Trung kỳ và được Hội nghị toàn thể Xứ ủy đã bầu đồng chí vào Ban Thường vụ Xứ ủy và phân công phụ trách công tác tuyên huấn, tham gia chỉ đạo phong trào Xô Viết Nghệ Tĩnh.

## "Nát lòng muôn việc giữa đường chưa xong"
Ngày 9 tháng 4 năm 1931, trên đường từ cuộc họp quan trọng của Xứ ủy Trung kỳ trở về cơ sở, ông bị chính quyền thực dân Pháp bắt giữ tại làng Yên Dũng Hạ (nay thuộc phường Hưng Thủy, Vinh), cách thành Vinh chừng vài cây số.. Ông lập tức bị chuyển giải về giam giữ tại nhà tù Hỏa Lò (Hà Nội) chờ xét xử.
Tại phiên tòa Hội đồng đề hình của thực dân Pháp mở ngày 15 đến ngày 17 tháng 11 năm 1931 tại Hà Nội, ông bị kết án tử hình. Khi chánh án hỏi có xin ân xá không, ông trả lời khẳng khái: "Đánh đuổi quân cướp nước, giành độc lập cho Tổ quốc, mưu cầu hạnh phúc cho nhân dân Việt Nam là không có tội. Đã không có tội, cần gì ân xá".
Trong những ngày cuối cùng trong xà lim án chém, ông đã dồn sức viết nhiều tài liệu như "Gia đình và Chủ nghĩa Cộng sản", "Nói chuyện với nước Tàu", và đặc biệt là tập "Công nhân vận động" nêu rõ đặc điểm giai cấp công nhân và kinh nghiệm vận động công nhân. Ông cũng viết bài thơ tuyệt mệnh "Tạ từ ngôn", nhờ anh ruột là Nguyễn Đức Phúc gửi lời vĩnh biệt về cho mẹ và gia đình.
...Một mình trằn trọc canh trường,
Nát lòng muôn việc giữa đường chưa xong.
Ngổn ngang trăm mối bên lòng,
Xông pha giông tố chỉ mong độ về.
Hồn còn mang nặng lời thề,
Nát thân chưa dễ đền nghì trời mây.
Tạ từ vĩnh biệt từ đây,
Cúi xin từ mẫu chóng khuây nỗi buồn!
Ngày 30 tháng 7 năm 1932, chính quyền thực dân Pháp đã đưa ông cùng với Hồ Ngọc Lân từ nhà tù Hỏa Lò Hà Nội xuống nhà lao Sông Lấp, Hải Phòng để tử hình. Hai người bị chém đầu tại đây vào sáng sớm ngày 31 tháng 7 năm 1932. Ông hưởng dương 24 tuổi.

## Hành trình về cố hương
Theo lời kể lại thì sau khi bị chém đầu, thủ cấp của 2 người được một người lính mang đi để trình chúa ngục rồi sau đó bị ném xuống sông Tam Bạc. Phần còn lại của thi hài được chôn trong 2 quan tài gần pháp trường.
Theo thời gian, di thể của 2 người bị di dời nên thất lạc vị trí trong suốt 75 năm. Đầu năm 2007, nhà ngoại cảm Phan Thị Bích Hằng được gia đình và Liên đoàn Lao động tỉnh Thái Bình mời tham gia tìm kiếm di thể. Cuối tháng 8 năm 2007, nhà ngoại cảm xác định di thể của 2 người được chôn cất tại khu vực Nhà máy giày Thống Nhất (Hải Phòng).
Sau khi tìm được hài cốt 2 ông, Thành ủy Hải Phòng đã tổ chức lễ viếng và truy điệu 2 người, sau đó sẽ quy tập về nơi an nghỉ. Di thể ông Hồ Ngọc Lân được an táng tại Nghĩa trang liệt sĩ tỉnh Bắc Ninh. Di thể ông Nguyễn Đức Cảnh được đưa về Khu lưu niệm tại Diêm Điền, nơi ông đã sinh ra.

## Vinh danh

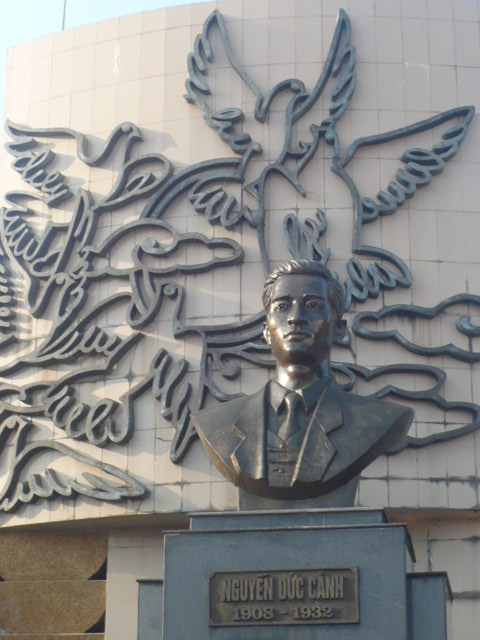
tượng bán thân lãnh tụ Nguyễn Đức Cảnh

Tên ông được đặt cho nhiều trường học và đường phố tại Việt Nam như: tại Hà Nội (từ phố Trương Định đi qua công ty điện cơ Thống Nhất đến khu đô thị Đền Lừ), tại Hải Phòng, đường Nguyễn Đức Cảnh là con phố chính nằm cạnh hồ Tam bạc, từ ngã tư Tam Kỳ tới Nhà hát Lớn Thành phố, tại thành phố Cẩm Phả (từ đường Lê Thanh Nghị tới đường Đặng Châu Tuệ), thành phố Hạ Long (Từ phố Tuệ Tĩnh đến đường Lê Thánh Tông), tại Thành phố Hồ Chí Minh (từ đường Nguyễn Văn Linh đến mũi tàu đường Tôn Dật Tiên - Trần Văn Trà)...
Ngày 20 tháng 7 năm 1984, Tổng cục Bưu điện Việt Nam phát hành bộ tem "Kỷ niệm 55 năm ngày thành lập Công đoàn Việt Nam (28-7-1929 – 28-7-1984)", mã số 444, trong đó có 1 mẫu tem về Nguyễn Đức Cảnh - người lãnh đạo đầu tiên của Tổng Công hội Đỏ Bắc Kỳ (tiền thân của Công đoàn Việt Nam, nay là Tổng Liên đoàn Lao động Việt Nam).
Ngày 7 tháng 1 năm 2002, Ủy ban nhân dân Thành phố Hồ Chí Minh ra quyết định số 01/2002/QĐ-UB về việc đặt tên đường mới cho một số quận, huyện của thành phố. Trong đó, tại Khu A Nam Sài Gòn (gọi tắt là khu A) thuộc khu đô thị Phú Mỹ Hưng) tại Quận 7, tên của ông được đặt cho đoạn đường Nam Park Way dài 860m trong khu dân cư Mỹ Phúc thuộc khu A.
Một khu lăng mộ tưởng niệm ông được xây dựng tại Thị trấn Diêm Điền, Thái Thụy, Thái Bình. Năm 2007, di thể của ông sau khi được tìm thấy đã được quy tập về đây. Tại trung tâm thành phố Thái Bình, một bức tượng ông được đặt tại quảng trường 14 tháng 10.
Tại khu 7 thị trấn Diêm Điền, ngôi trường cấp hai được vinh dự đặt tên theo tên của ông, cũng chính là ngôi trường tập trung những học sinh xuất sắc của huyện Thái Thụy. Nhà trường đã và đang tiếp tục đào tạo những thế hệ học sinh giỏi trong các môn học và khoa học để tham gia các kì thi học sinh giỏi cấp huyện, tỉnh, quốc gia, qua đó rèn luyện và vun đắp cho những mầm non tương lai của đất nước.
Ở xã An Đồng, huyện An Dương, Hải Phòng cũng có một đền thờ ông.
Tên ông còn được đặt cho một giải thưởng mang tên "Giải thưởng Nguyễn Đức Cảnh" nhằm tôn vinh những công nhân có thành tích xuất sắc trong lao động, sản xuất.
Tại phường Mạo Khê, thành phố Đông Triều, tỉnh Quảng Ninh có 1 ngôi trường THCS của con em thợ mỏ đã được mang tên ông. Trong khuôn viên nhà trường đã đặt tượng bán thân bằng đồng của ông.